# 北城
北城（越南语：／）是越南西山朝和阮朝初期的一個超級政區，主要位於今天越南廣平省及其以北各省。

## 建置沿革
西山朝阮惠推翻後黎朝後，統治南起和義府，北至諒山鎮的國土。阮惠在阮主舊都富春京建都，直接管轄𤅷江以南原阮主領土，在後黎朝國都昇龍奉天府設置北城，任命皇室近親擔任北城總鎮，統轄𤅷江以北原鄭主所轄奉天府和山南上鎮、山南下鎮、山西鎮、海陽鎮、京北鎮、安廣鎮、諒山鎮、高憑鎮、太原鎮、宣光鎮、興化鎮、清華外鎮、清華內鎮、乂安鎮14鎮。
阮朝嘉隆元年（1802年），阮福映統一越南，保留北城建制。但将橫山以北的清華外鎮、清華內鎮和乂安鎮劃為朝廷直轄領地，北城僅轄其餘11鎮，並將高憑鎮改回高平鎮。
嘉隆三年（1804年），改昇龍為昇隆，奉天府為懷德府，仍為北城總鎮直轄。
明命三年（1822年），改山南上镇为山南镇，山南下镇为南定镇，京北镇为北宁镇，安广镇为广安镇。
明命十二年（1831年），阮朝朝廷廢除北城，各鎮改設為省。